# Maxera bathyscia
Maxera bathyscia là một loài bướm đêm trong họ Noctuidae.